# Municipio de Vernon (Minnesota)
El municipio de Vernon (en inglés: Vernon Township) es un municipio ubicado en el condado de Dodge en el estado estadounidense de Minnesota. En el año 2010 tenía una población de 665 habitantes y una densidad poblacional de 7,11 personas por km².

## Geografía
El municipio de Vernon se encuentra ubicado en las coordenadas 43°53′31″N 92°44′21″O / 43.89194, -92.73917. Según la Oficina del Censo de los Estados Unidos, el municipio tiene una superficie total de 93.47 km², de la cual 93,42 km² corresponden a tierra firme y (0,06 %) 0,06 km² es agua.

## Demografía
Según el censo de 2010, había 665 personas residiendo en el municipio de Vernon. La densidad de población era de 7,11 hab./km². De los 665 habitantes, el municipio de Vernon estaba compuesto por el 99,85 % blancos, el 0,15 % eran de otras razas. Del total de la población el 0,15 % eran hispanos o latinos de cualquier raza.